# Halloween Ends
Halloween Ends is een Amerikaanse slasher-film uit 2022, onder regie van David Gordon Green en geschreven door Green, Danny McBride, Chris Bernier en Paul Brad Logan. De film is het vervolg op Halloween Kills uit 2021 en het dertiende deel uit de Halloween-franchise. De hoofdrollen worden vertolkt door Jamie Lee Curtis, Andi Matichak, Rohan Campbell, Kyle Richards, Will Patton en James Jude Courtney.

## Verhaal
Vier jaar na de gebeurtenissen uit Halloween Kills leeft Laurie Strode nog altijd samen met haar kleindochter Allyson. Michael Myers is sindsdien niet meer gezien, wat Laurie doet besluiten het leven te omarmen en zichzelf te bevrijden van gevoelens van woede en angst. Wanneer Laurie echter vermoedt dat Michael weer terug is, moet ze het kwaad onder ogen zien. Een gruwelijke strijd met een ultiem eindgevecht volgt.

## Rolverdeling
| Acteur                            | Personage                 |
| --------------------------------- | ------------------------- |
| Jamie Lee Curtis                  | Laurie Strode             |
| Andi Matichak                     | Allyson Nelson            |
| Nick Castle / James Jude Courtney | Michael Myers/"The Shape" |
| Rohan Campbell                    | Corey Cunningham          |
| Kyle Richards                     | Lindsey Wallace           |
| Will Patton                       | Hulpsheriff Frank Hawkins |
| Joanne Baron                      | Joan Cunningham           |
| Rick Moose                        | Ronald Prevo              |
| Michael Barbieri                  | Terry Tramer              |
| Destiny Mone                      | Stacy                     |
| Joey Harris                       | Margo                     |
| Marteen Estevez                   | Billy                     |
| Michael O'Leary                   | Dr. Mathis                |
| Michele Dawson                    | Deb                       |
| Keraun Harris                     | Willy the Kid             |
| Jadon Goldberg                    | Jeremy Allen              |
| Candice Rose                      | Theresa                   |
| Jack William Marshall             | Roger Allen               |
| Omar Dorsey                       | Sheriff Barker            |

## Productie
In oktober 2018 bevestigde producent Danny McBride dat hij en David Gordon Green twee vervolgfilms van Halloween in ontwikkeling hadden die "back-to-back" opgenomen werden. Een maand na de opening van Halloween werd de film officieel aangekondigd door McBride. Oorspronkelijk was het idee om een verhaallijn voor twee films te creëren maar dit werd gewijzigd naar een trilogie 
In juli 2019 onthulde Universal Studios de titel van Halloween Ends en maakte het bekend dat de film in 2021 zou uitkomen.  Door de coronapandemie werd de première van zowel Halloween Kills als Halloween Ends met een jaar uitgesteld.

## Première en ontvangst
De première van Halloween Ends vond op 11 oktober 2022 plaats in het TCL Chinese Theatre in Los Angeles. De film werd op 14 oktober 2022 door Universal Studios in de bioscopen uitgebracht. De oorspronkelijke première stond gepland op 15 oktober 2021, maar werd met een jaar uitgesteld door de coronapandemie.
De film kreeg overwegend negatieve kritieken van de filmcritici, met een score van 40% op Rotten Tomatoes, gebaseerd op 264 beoordelingen.